# 高瀨站 (香川縣)
高瀨站（日语：／ Takase eki */?）是一位於日本香川縣三豐市，隸屬於四國旅客鐵道（JR四國）的鐵路車站，車站編號為Y16。本站主要停靠普通列車，然而晨早及晚上則有特急列車停靠。由於本站附近有數間縣立高等院校及短期大學，因此學生乘客相對較多，此外，合併後的三豐市役所亦在車站附近。
站牌上有注有「閃耀著一片綠色的茶葉農地之站」（茶畑が緑に輝く駅）。

## 車站結構
為單層混凝土建築，左右兩邊為獨立間隔，正中央既是車站入口，亦是車站通道直通至閘口。左邊為開放式候車大堂、設有售票櫃位、自動售票機及候車大堂；右邊為商店及洗手間，商店曾為JR四國子公司Willie Winkie麵包店進駐，2012年起遷出，現時店舖仍然空置中。

## 歷史
- 1913年12月20日：開業。當時車站名稱為「上高瀬駅」（かみたかせえき）。[3]
- 1959年10月1日：改稱為「高瀨站」。[3]
- 1969年10月1日：停止托運服務。
- 1987年4月1日：日本國鐵分割民營化，車站的營運由JR四國繼承。
- 2024年3月16日：終日無人化[1][4][5]。

## 利用狀況
| 乗車人員推移 | 乗車人員推移    |
| 年度         | 1日平均上車人數 |
| ------------ | --------------- |
| 2004         | 989             |
| 2005         | 980             |
| 2006         | 922             |
| 2007         | 934             |
| 2008         | 897             |
| 2009         | 810             |
| 2010         | 786             |
| 2011         | 727             |
| 2012         | 705             |
| 2013         | 721             |
| 2014         | 710             |
| 2015         | 726             |
| 2016         | 677             |
| 2017         | 640             |

## 相鄰車站
四國旅客鐵道
■予讚線
- 特急「潮風」「石鎚」一部分停靠站、特急「Midnight EXP高松」「Morning EXP高松」停靠站

■快速「sunport」、■普通
三野（Y15）－高瀨（Y16）－比地大（Y17）

## 外部連結
- JR四國高瀨站方發車時間表。 （页面存档备份，存于）